# امبالاکلی
امبالاکلی (به لاتین: Ambalakely) یک سکونتگاه مسکونی در ماداگاسکار است که در هائوته ماتسیاترا واقع شده‌است.

## خصوصیات
امبالاکلی ۶٬۰۰۰ نفر جمعیت دارد و ۱٬۰۹۱ متر بالاتر از سطح دریا واقع شده‌است.